# Casius
Casius és una característica d'albedo a la superfície de Mart, localitzada amb el sistema de coordenades planetocèntriques a 39.67 °39.67 ° latitud N i 100 ° longitud E. El nom va ser aprovat per la UAI l'any 1958 i fa referència a Casio, epítet de Zeus en la forma en què es venerava a Egipte, Aràbia i Síria.